# Затула, Дмитрий Григорьевич
Дмитрий Григорьевич Затула (11 февраля 1923 — 9 июня 1987) — член-корреспондент АН УССР, доктор биологических наук, заведующий отделом противоопухолевых веществ Института проблем онкологии АН УССР, член Президиума Всесоюзного микробиологического общества.

## Биография
Родился в 1923 году, окончил биологический факультет Харьковского университета, участвовал в Великой Отечественной войне.
Д. Г. Затула известен трудами в области микробиологии и онкологии, им предложен метод получения противоопухолевых вакцин, он открыл явление антигенной общности у микроорганизмов и клеток злокачественных опухолей.
Умер от тяжелой миеломной болезни 9 июня 1987 года, в последние годы жизни был прикован к постели. Похоронен вместе с семьей на Байковом кладбище Киева (участок № 50).

## Научные работы
Д. Г. Затула — автор пяти монографий и более 200 научных статей.
Некоторые из них:
- Затула Д. Г. Микробиологические аспекты изучения злокачественных опухолей. — Киев: Наукова думка. — 1976. — 239 с.
- Затула Д. Г. Сходство антигенов у микроорганизмов и клеток злокачественных опухолей. — Киев: Наукова думка. — 1982. — 248 с.
- Иммунология перекрестно реагирующих антигенов микроорганизмов и клеток бластом / Д. Г. Затула, В. А. Семерников; АН УССР, Ин-т пробл. онкологии им. Р. Е. Кавецкого, 221,[1] с. — Киев: Наук. думка. — 1986.